# Ai vis lo lop
Ai vis lo lop – singel zespołu In Extremo. Singel to jest pierwszym utworem na płycie studyjnej Weckt Die Toten! z 1998 roku.

## Spis utworów
Źródło.
1. Ai Vis Lo Lop (Album Version)
2. Ai Vis Lo Lop (Vokal Mix)
3. Ai Vis Lo Lop